# Pereorkî (Mizeakivski Hutorî), Vinnîțea
Pereorkî (în ucraineană Переорки) este un sat în comuna Mizeakivski Hutorî din raionul Vinnîțea, regiunea Vinnița, Ucraina.

## Demografie
Componența lingvistică a localității Pereorkî
     Ucraineană (99,87%)
     Alte limbi (0,13%)
Conform recensământului din 2001, majoritatea populației localității Pereorkî era vorbitoare de ucraineană (99,87%), existând în minoritate și vorbitori de alte limbi.